# Гуцки
Гуцки́ (бел. Гуцкі) — деревня в Кобринском районе Брестской области Белоруссии. Входит в состав Батчинского сельсовета.
По данным на 1 января 2016 года население в деревне отсутствовало.

## География
Деревня расположена в 9 км к северо-западу от города и станции Кобрин и в 50 км к востоку от Бреста.
На 2012 год площадь населённого пункта составила 0,09 км² (9 га).

## История
Населённый пункт известен с 1737 года. В разное время население составляло:
- 1999 год: 3 хозяйства, 3 человека;
- 2005 год: 1 хозяйство, 1 человек;
- 2016 год[2]: 0 хозяйств, 0 человек;
- 2019 год[1]: 0 человек.